# Herb Pionek
Herb Pionek – jeden z symboli miasta Pionki w postaci herbu.

## Wygląd i symbolika
Herb przedstawia na czerwonej tarczy herbowej stylizowaną głowę daniela w kolorze złotym z porożem w kształcie ułożonych w wieńce pięcioma zielonymi liśćmi dębu, wokół centralnie umieszczonej nad nimi tarczy strzeleckiej. 
Liście dębowe układające się w kształt rogów daniela symbolizują położenie miasta w Puszczy Kozienickiej oraz fakt, że współczesne Pionki powstały z połączenia dwóch osobnych osad: Zagożdżona i Pionek. Użyte w wieńcu liście dębu mają też symbolizować męstwo i patriotyzm. Z kolei tarcza strzelecka jest nawiązaniem do przedwojennego logo Państwowej Wytwórni Prochu w Zagożdżonie, której powstanie dało impuls do powstania osady, która 13 listopada 1954 otrzymała prawa miejskie. Czerwień tarczy herbowej symbolizuje położenie miasta na terenie dawnych dóbr królewskich, a także robotniczą przeszłość osady.

## Historia

Pierwotny herb Pionek

Herb wprowadzony został przez Miejską Radę Narodową w dniu 30 maja 1974. 31 marca 2016 rada miejska zaktualizowała opis symboliki herbu i określiła jego kolory w formacie RGB, nie zmieniwszy jednocześnie przedstawionych na nim symboli.